# Scina borealis
Scina borealis är en kräftdjursart som först beskrevs av Georg Ossian Sars 1882.  Scina borealis ingår i släktet Scina och familjen Scinidae. Arten är reproducerande i Sverige. Inga underarter finns listade i Catalogue of Life.